# Johann Dietz (Feldscher)
Johann Dietz (* 18. Dezember 1665 in Halle (Saale); † 7. März 1738 ebenda) war ein deutscher Barbier und Feldscher. In seinen 1915 veröffentlichten Lebenserinnerungen schildert er bürgerliches Leben im damaligen Preußen.

## Leben
Dietz begann ab 1681 eine Barbierlehre in Halle. Nach der Gesellenprüfung ging er im Oktober 1684 nach Berlin. Nach 21 Monaten trat er als Feldscher in die Armee ein, die der Große Kurfürst mit 12.000 Soldaten in den Großen Türkenkrieg schickte. In der Belagerung von Ofen (1684/1686) befand er sich zum ersten Mal im Krieg. Wieder in Berlin, barbierte Dietz bei der kurfürstlichen Garde. Er betreute das Lazarett und die Kurbaracken.

### Hamburg, Holstein, Halle
Zunächst war er beim Ratsbarbier angestellt. Er trat in den Dienst eines dänischen Regiments in Itzehoe und Krempe. Nachdem er in Kopenhagen seinen Abschied genommen hatte, kehrte er nach Hamburg zurück. In Vorsetzen ließ er sich von holländischen Kapitänen für die Grönlandfahrt anheuern. In seinen Lebenserinnerungen beschreibt er den Walfang im Eismeer. Auf der zweiten Reise ein Jahr später fror das Schiff auf hoher Breite ein. Nach vierwöchiger Flaute freigekommen, fuhr es in plötzlichem Nebel auf einen Eisberg. Schiff und Mannschaft wurden gerettet. Nach der Reparatur in einem norwegischen Hafen wieder in See, geriet das Schiff in einen Sturm und erlitt Mastbruch. Mit einem neuen Mast endete die Reise in Hamburg.
Wegen seiner „Wissenschaft“ wurde Dietz vom Ratsbarbier zu vielen Patienten geschickt. Der Feldscher des Nordischen Dragoner-Regiments holte Dietz nach Uetersen. Quartier fand der Landarzt der Elbmarschen bei einem Bauernpaar in Pinneberg. Trotz des guten Lebens kehrte er zu seinen Eltern zurück. Sein Vater hatte ihm in Halle eine Barbierstube gekauft; aber die Innung wollte keinen Fremden dulden. Eine Anstellung am Hof von Sachsen-Merseburg wurde vom Hofbarbier hintertrieben. Dietz ging nach Leipzig und hielt collegia chirurgica. Nach einem Intermezzo in Breslau reiste er auf der Oder nach Berlin. Der Kammerdiener des Herrenmeisters des Johanniterordens holte ihn nach Sonnenburg. In Karl Philipp von Brandenburg-Schwedt fand Dietz einen Fürsprecher am Hof in Cölln.
Als die Friedrichs-Universität im selben Jahr gegründet wurde und Halle aufblühte, hatte Dietz ein gutes Auskommen; Hass und Neid der Hallenser Barbiere zogen aber jahrzehntelange Intrigen, Verleumdungen und Prozesse nach sich. Friedrich Wilhelm I., zugleich Herzog zu Magdeburg, bestätigte Dietz’ Stellung am 12. März 1714. Als er starb, wollte die Hallenser Barbierinnung Dietz’ Stellung als Hofbarbier aberkennen lassen. In der Lehnskanzlei standen der Geheimrat Christoph Katsch und sein Bruder gegen Dietz; der Oberhofmarschall Freiherr Marquard Ludwig von Printzen setzte sich aber über sie hinweg und bestätigte Dietz. Auch den Kampf um die ihm nach Anciennität zustehende Obermeisterstelle gewann Dietz.

### Familienleben
Am 3. Dezember 1694 heiratete Dietz die Kollegenwitwe Elisabeth Watzlauen. Ihre gemeinsame Tochter starb mit drei Jahren. Seine Frau starb im August 1726 im Alter von 72 Jahren.
Am 5. Juni 1727 heiratete er die mit 25 Jahren verwitwete Seilertochter Maria Magdalena Müller. Sie brachte einen fünfjährigen Sohn in die Ehe. Gemeinsam hatten sie noch vier Kinder, den Sohn Johann Carl Anton (1729) und die Töchter Johanna Magdalena (1731), Christiana Dorothea (1734) und Tabea Friederika (1737).

## Werke
- Chirurgus unter Walfängern, Nachdruck. Lübeck 1979
- Mein Lebenslauf, Nachdruck. München 1966